# Albert Billiet
Albert Billiet (født 10. oktober 1907 i Gent, død 6. marts 1977 smst.) var en cykelrytter fra Belgien. Hans foretrukne disciplin var banecykling.
Billiet deltog i 31 seksdagesløb, hvor af han vandt de 12. En af sejrene kom ved Københavns seksdagesløb 1936 med makkeren Werner Grundahl. Syv andre sejre var med landsmanden Albert Buysse.